# 1. československá fotbalová liga 1973/1974
1. československou ligu v sezóně 1973 – 1974 vyhrál Slovan Bratislava.
Vítězství Slovanu Bratislava bylo spojeno s příchodem trenéra Jozefa Vengloše, bývalého hráče tohoto mužstva. V oddíle našel dobré podmínky pro uplatnění nových trenérským metod, omladil kolektiv a mužstvu se začalo dařit. Důsledkem toho bylo, že fotbalisté Slovanu Bratislava se začali objevovat v reprezentačním týmu. Zajímavostí bylo, že 12 hráčů z týmu Slovanu studovalo na vysoké škole.

## Tabulka ligy
| Poř. | Tým                        | Z  | V  | R  | P  | VG | OG | B  |
| ---- | -------------------------- | -- | -- | -- | -- | -- | -- | -- |
| 1.   | TJ Slovan CHZJD Bratislava | 30 | 15 | 7  | 8  | 58 | 39 | 37 |
| 2.   | ASVS Dukla Praha           | 30 | 14 | 7  | 9  | 42 | 34 | 35 |
| 3.   | TJ Slavia Praha            | 30 | 16 | 2  | 12 | 47 | 38 | 34 |
| 4.   | TJ Baník Ostrava OKD       | 30 | 14 | 6  | 10 | 40 | 42 | 34 |
| 5.   | TJ ZVL Žilina              | 30 | 14 | 2  | 14 | 39 | 42 | 30 |
| 6.   | TJ Sklo Union Teplice      | 30 | 11 | 7  | 12 | 42 | 39 | 29 |
| 7.   | TJ Spartak TAZ Trnava      | 30 | 8  | 13 | 9  | 32 | 31 | 29 |
| 8.   | TJ Sparta ČKD Praha        | 30 | 11 | 7  | 12 | 37 | 39 | 29 |
| 9.   | TJ VSS Košice              | 30 | 11 | 7  | 12 | 41 | 45 | 29 |
| 10.  | TJ Zbrojovka Brno          | 30 | 12 | 5  | 13 | 33 | 37 | 29 |
| 11.  | TJ AC Nitra                | 30 | 10 | 9  | 11 | 38 | 50 | 29 |
| 12.  | TJ Bohemians ČKD Praha     | 30 | 10 | 8  | 12 | 43 | 42 | 28 |
| 13.  | TJ Inter Bratislava        | 30 | 11 | 6  | 13 | 45 | 46 | 28 |
| 14.  | TJ Škoda Plzeň             | 30 | 10 | 8  | 12 | 38 | 46 | 28 |
| 15.  | TJ Lokomotíva Košice       | 30 | 10 | 7  | 13 | 50 | 47 | 27 |
| 16.  | TJ Tatran Prešov           | 30 | 8  | 9  | 13 | 35 | 43 | 25 |

## Soupisky mužstev

### TJ Slovan CHZJD Bratislava
Marián Sedílek (1/0/0),
Alexander Vencel (29/0/9) –
Bohumil Bizoň (17/1),
Ján Čapkovič (30/14),
Jozef Čapkovič (27/1),
Marián Elefant (3/0),
Koloman Gögh (25/0),
Ján Haraslín (1/0),
Karol Jokl (15/4),
Marián Masný (30/8),
Ján Medviď (28/3),
Peter Mutkovič (11/0),
Juraj Novotný (28/2),
Anton Ondruš (28/4),
Ivan Pekárik (26/7),
Ján Pivarník (29/1),
Ján Švehlík (30/11),
Ľudovít Zlocha (11/2),
Ján Zlocha (2/0) –
trenér Jozef Vengloš

### ASVS Dukla Praha
Jaroslav Netolička (1/0/0),
Ivo Viktor (30/0/9) –
Jaroslav Bendl (26/0),
Karel Dvořák (30/2),
Pavel Dyba (1/0),
Alojz Fandel (25/3),
Miroslav Gajdůšek (29/6),
Ján Geleta (20/2),
Rudolf Gergel (21/3),
Miroslav Gerhát (18/0),
Jaroslav Hřebík (1/0),
Jiří Krumich (8/1),
Luděk Macela (30/1),
Zdeněk Nehoda (29/11),
Ivan Novák (4/0),
Rudolf Pšurný (3/0),
Oldřich Rott (27/3),
Václav Samek (30/1),
Petr Slaný (15/2),
František Štambachr (29/4),
Petr Vokáč (4/1) –
trenér Josef Masopust

### SK Slavia Praha IPS
Miroslav Stárek (18/0/5),
František Zlámal (14/0/5) –
Pavol Biroš (24/0),
Josef Bouška (17/0),
František Cipro (21/1),
Jiří Grospič (28/2),
Eduard Helešic (15/1),
Dušan Herda (29/15),
Josef Jebavý (15/3),
Zdeněk Jurkanin (8/1),
Karel Karban (9/0),
Zdeněk Klimeš (28/5),
Zdeněk Lochman (2/0),
Ján Luža (23/1),
Jan Mareš (30/3),
Robert Segmüller (14/10),
... Skřivan (3/0),
Bohumil Smolík (28/0),
František Uldrych (2/0),
František Veselý (30/3),
Ivan Voborník (6/1),
Oldřich Zakopal (5/0) –
trenér Jaroslav Jareš, asistent Jiří Vlasák

### TJ Baník Ostrava OKD
Augustin Ivančík (10/0/4),
František Schmucker (24/0/6) –
Milan Albrecht (29/3),
Milan Geduldík (1/0),
Jozef Határ (18/2),
Jiří Hudeček (26/1),
František Huml (18/0),
Miroslav Jirousek (12/0),
Jiří Klement (28/14),
Lubomír Knapp (29/3),
Arnošt Kvasnica (20/4),
Miroslav Levinský (2/0),
Miroslav Mička (29/1),
Lumír Mochel (23/0),
Libor Radimec (7/2),
Zdeněk Rygel (15/0),
Rostislav Sionko (1/0),
Josef Tondra (26/6),
Rostislav Vojáček (26/3),
Miroslav Vojkůvka (25/0),
Jan Zemánek (5/0) –
trenér Tomáš Pospíchal

### TJ ZVL Žilina
Ján Cepo (28/0/5),
František Plach (3/0/0) –
Jozef Beleš (26/3),
Jozef Gargulák (20/0),
Tibor Chobot (29/2),
Miroslav Kráľ (23/4),
Zdeno Kúdelka (5/1),
Rudolf Podolák (28/1),
Miroslav Radolský (2/0),
Albert Rusnák (30/0),
Vladimír Rusnák (29/0),
Štefan Slezák (27/13),
Milan Staškovan (10/0),
Karol Šulgan (26/0),
Jozef Tománek (29/9),
Štefan Tománek (30/6),
Václav Vojtek (9/0),
Jozef Zigo (11/0) –
trenéři Theodor Reimann (1.–10. kolo), Jozef Marušin (11.–15. kolo) a Michal Baránek (16.–30. kolo)

### TJ Sklo Union Teplice
Jiří Sedláček (17/0/4),
Karel Studený (15/0/5) –
Přemysl Bičovský (30/17),
Jaroslav Findejs (9/0),
Zdeněk Koubek (30/0),
Zdeněk Kovář (5/0),
Josef Mach (2/0),
Miroslav Macháček (1/0),
Jaroslav Melichar (29/3),
Jaromír Mixa (25/0),
Jiří Novák (23/0),
Václav Senický (3/0),
Jiří Setínský (4/0),
Pavel Stratil (29/8),
Jiří Šourek (6/0),
Jan Thorovský (26/6),
Josef Vejvoda (28/3),
František Vítů (26/0),
František Weigend (7/1),
Vladimír Žalud (28/0),
Jiří Ženíšek (12/2) –
trenér Antonín Rýgr

### TJ Spartak TAZ Trnava
Josef Geryk (4/0/0),
Dušan Keketi (28/0/9) –
Jozef Adamec (16/7),
Vlastimil Bôžik (6/0),
Karol Dobiaš (29/1),
Michal Gašparík (3/0),
Vladimír Hagara (27/1),
František Horváth (21/3),
Anton Hrušecký (27/1),
Dušan Kabát (18/4),
Ján Kolenič (2/0),
Peter Koštial (1/0),
Marián Krajčovič (20/2),
Dušan Kramlík (21/3),
Ladislav Kuna (28/7),
Kamil Majerník (19/1),
Stanislav Martinkovič (19/0),
Jaroslav Masrna (13/1),
Karol Pavlák (4/0),
Karol Ševčík (3/0),
Vojtech Varadin (26/1),
Ján Vasiľko (5/0),
Milan Zvarík (20/0) –
trenér Anton Malatinský

### TJ Sparta ČKD Praha
Jiří Kislinger (20/0/5),
Jan Poštulka (10/0/2) –
Jaroslav Bartoň (20/7),
Svatopluk Bouška (21/0),
Milan Čermák (27/6),
František Chovanec (30/0),
Josef Jurkanin (14/0),
Vladimír Kára (29/9),
Václav Kotal (4/0),
Jaroslav Kotek (3/0),
Václav Mašek (5/0),
Pavel Melichar (30/0),
Václav Migas (10/0),
Josef Pešice (21/1),
Antonín Princ (22/1),
Jiří Rosický (22/0),
Tomáš Stránský (19/3),
Vladimír Táborský (13/0),
Miloš Tipek (2/0),
Oldřich Urban (28/6),
Bohumil Veselý (16/2),
Josef Veselý (6/0) –
trenéři Tadeáš Kraus (1.–26. kolo) a Zdeněk Roček (27.–30. kolo)

### TJ VSS Košice
Alojz Bomba (1/0/0),
Miroslav Hlobil (1/0/0), 
Anton Švajlen (30/0/8) –
Bohumil Andrejko (29/6),
Imrich Angyal (16/1),
František Babej (3/0),
Vojtech Battányi (22/0),
Jaroslav Boroš (18/2),
Róbert Borták (7/0),
Andrej Daňko (29/5),
Dušan Galis (29/7),
František Hoholko (14/2),
Štefan Jutka (30/3),
Juraj Kiš (7/1),
František Králka (26/0),
Jaroslav Pollák (27/2),
Ján Strausz (23/8),
Ondrej Szeleš (1/0),
Jozef Štafura (27/3),
Ladislav Štovčík (14/0),
Ladislav Tamáš (20/0) –
trenér Jozef Jankech

### TJ Zbrojovka Brno
Viliam Padúch (16/0/6),
Ľubomír Páleník (6/0/2),
Rudolf Pelikán (8/0/4) –
Ľudovít Cvetler (6/1),
Jiří Hajský (22/2),
Emil Hamar (21/2),
Jiří Hamřík (23/0),
Ivan Hrdlička (30/0),
Karel Jarůšek (14/1),
Jan Klimeš (20/0),
Jan Kopenec (15/0),
Vítězslav Kotásek (28/5),
Karel Kroupa (28/9),
Ivan Lauko (26/1),
Ľudovít Mikloš (21/7),
Josef Pospíšil (29/0),
Jindřich Svoboda (3/0),
Miroslav Uvízl (21/0),
Rostislav Václavíček (30/2) –
trenér František Havránek

### TJ AC Nitra
Ján Krajč (6/0/1),
Vladimír Szabó (22/0/6),
Rastislav Vincúr (5/0/0) –
František Babčan (12/2),
Jaroslav Brázdik (15/0),
Stanislav Dominka (15/0),
Juraj Grác	(23/0),
Miroslav Herda (4/0),
Ivan Horn (28/4),
Jozef Hrušovský (1/0),
Daniel Ižold (29/1),
Ladislav Jenčák (15/4),
Július Porubský (29/4),
Ivan Pozdech (22/0),
František Rapan (20/0),
Ján Rosinský (30/0),
Ladislav Szkladányi (12/2),
Fedor Štarke (25/5),
Ondrej Takács (30/5),
Vladimír Ternény (29/8),
Ladislav Toporčák (6/0),
Ladislav Tóth (14/3) –
trenér Michal Pucher

### TJ Bohemians ČKD Praha
František Kozinka (4/0/2),
Josef Ledecký (26/0/5) –
Štefan Ivančík (29/7),
Jan Jarkovský (26/8),
Josef Jelínek (24/1),
František Jílek (27/0),
Pavel Klouček (12/1),
František Knebort (29/9),
Vladimír Kocourek (4/0),
Petr Králíček (19/1),
Pavel Loukota (19/0),
Jaroslav Marek (1/0),
Karel Mastník (27/5),
Petr Packert (26/2),
Antonín Panenka (28/9),
František Smolík (1/0),
Jaroslav Šmídek (6/0),
Jan Típek (1/0),
Miroslav Valent (27/0),
Josef Vejvoda (26/0) –
trenér Bohumil Musil

### TJ Inter Slovnaft Bratislava
Miroslav Kovařík (16/0/2),
Lóránt Majthényi (16/0/4) –
Jozef Bajza (30/3),
Jozef Barmoš (26/0),
Július Goga (18/3),
František Helész (2/0),
Milan Hrica (25/1),
Ladislav Jurkemik (29/4),
Jozef Kováč (1/0),
Mikuláš Krnáč (8/0),
Jozef Levický (29/11),
Peter Luprich (27/6),
Peter Mráz (28/1),
Anton Obložinský (27/9),
Ladislav Petráš (29/4),
Jozef Petrovič (8/0),
Juraj Szikora (9/1),
Peter Šolin (23/2),
Rudolf Takáč (8/0) –
trenér Valerián Švec

### TJ Škoda Plzeň
Josef Čaloun (25/0/8),
Vladimír Žalec (6/0/1) –
Ivan Bican (27/13),
František Brusnický (13/1),
Ladislav Fojtík (2/0),
Milan Forman (28/9),
Ján Gomola (20/1),
Jiří Hoffmann (22/0),
Miroslav Kašpar (9/0),
Václav Kořínek (24/0),
Josef Kříbala (23/2),
Zdeněk Michálek (12/1),
František Plass (30/4),
Miroslav Pressl (13/1),
František Sudík (29/0),
Karel Süss (28/0),
Jan Špelina (3/0),
Stanislav Štrunc (27/5),
Petr Uličný (30/0) –
trenér Jiří Rubáš

### TJ Lokomotíva Košice
Anton Flešár (30/0/5),
Jozef Gašpar (1/0/0) –
Marián Černický (15/1),
Gejza Farkaš (27/4),
Vladimír Hric (25/1),
Peter Jacko (29/6),
Ladislav Józsa (28/17),
Ondrej Knap (11/0),
Ondrej Mantič (27/0),
Jozef Móder (29/7),
Pavol Mycio (4/0),
Alexander Nagy (8/0),
Pavol Ondo (29/6),
Pavol Pencák (28/1),
Jozef Suchánek (27/2),
Ján Šlosiarik (14/0),
Dušan Ujhely (20/4),
Milan Urban (13/0) –
trenéři Ladislav Kačáni (1.–15. kolo) a Theodor Reimann (16.–30. kolo)

### TJ Tatran Prešov
Jaroslav Červeňan (30/0/9) –
Jozef Baláž (10/0),
Marián Bartek (22/2),
Jozef Bubenko (28/7),
Eduard Čabala (21/2),
Jozef Fabula (4/0),
Ignác Fatľa (23/1),
Mikuláš Komanický (12/1),
Jozef Mačupa (30/0),
Peter Molnár (11/0),
Anton Mikita (12/0),
Igor Novák (25/7),
Vladimír Onufrák (21/2),
Jozef Sobota (26/5),
Miroslav Sopko (25/2),
Anton Škorupa (27/3),
Ján Šoltýs (10/1),
Jozef Štepánek (2/0),
Tibor Takács (3/0),
Ján Turčányi (30/4),
Andrej Valíček (2/0),
Ladislav Vankovič (7/0) –
trenéři Milan Moravec (1.–27. kolo) a Ján Karel (28.–30. kolo)